# (171153) Allanrahill
(171153) Allanrahill est un astéroïde de la ceinture principale.

## Description
(171153) Allanrahill est un astéroïde de la ceinture principale. Il fut découvert le 10 avril 2005 à Mayhill par Andrew Lowe. Il présente une orbite caractérisée par un demi-grand axe de 2,98 UA, une excentricité de 0,02 et une inclinaison de 10,1° par rapport à l'écliptique.

## Compléments